# Carlus Padrissa
Carlus Padrissa (Balsareny, 1959) és un dels sis directors artístics de La Fura dels Baus. Carlus Padrissa veu literalment la música i els texts en imatges. Són aquests dibuixos inicials els que marcaran la direcció artística de les obres que es representaran tant a sobre d'un escenari, com al carrer.

## Òperes
Els primers treballs de Carlus Padrissa en el terreny de l'òpera i en col·laboració amb Àlex Ollé van ser Atlàntida, de Manuel de Falla, i El Martiri de Sant Sebastià, de Claude Debussy. Van seguir La Damnation de Faust, d'Hector Berlioz, estrenada el 1999 al Festival de Salzburg; DQ. Don Quixot a Barcelona, amb música de José Luis Turina i llibret de Justo Navarro, una producció del Gran Teatre del Liceu de Barcelona, La flauta màgica, de W.A. Mozart, en el marc de la Biennal del Ruhr, en coproducció amb l'Òpera de París i el Teatro Real de Madrid, El castell de Barbablava, de Béla Bartók, i Diari d'un desaparegut, de Leoš Janáček, en coproducció de l'Òpera Garnier de París i el Gran Teatre del Liceu de Barcelona
El desembre de 2011, també amb Zubin Mehta, estrena Turandot de Puccini a la Bayerische Staatsoper de Múnich. A 2008 dirigeix Michael Reise um die Erde de Stockhausen produïda pel Festival de primavera de Viena, l'Òpera de Colònia, la Biennal de Venècia i el Festival de Tardor de París. Durant la Quinzena musical de San Sebastià estrena Carmina Burana (2009). Al Palau de les Arts de València i el Mariinsky de San Petersburg, amb direcció musical de Valery Gergiev estrena Les Troyens de Berlioz. És al mateix Palau de les Arts on estrena la Trilogia romana (2011) d'Ottorino Respighi. També el 2011, presenta Orfeo ed Euridice de Gluck, al 25é festival de Peralada.
Ha participat en l'estrena mundial de 4 òperes de nova creació: DQ. Don Quijote en Barcelona (2000) de José Luis Turina, producció del Gran Teatre del Liceo de Barcelona, dirigida junt amb Àlex Ollé. En solitari ha dirigit Auf den Marmolkippen (2002) de Giorgio Battistelli, producció de l'Òpera de Manheim, Sonntag aus licht (2011) de Stockhausen producció de l'Òpera de Colonia I Babylon (2012) de Widmann, producció de la Bayerische Staatsoper de Múnich que s'estrenará el 27 d'octubre a la capital de Baviera.